# دوري كرة القدم السلوفيني الدرجة الثانية 2002–03
دوري كرة القدم السلوفيني الدرجة الثانية 2002–03 (بالإيطالية: Druga slovenska nogometna liga 2002-2003)‏ هو الموسم 12 من دوري كرة القدم السلوفيني الدرجة الثانية ‏. أشرف على تنظيمه اتحاد سلوفينيا لكرة القدم، وكان عدد الأندية المشاركة فيه 16، وفاز فيه نادي دومجاله.